# Santa Luzia do Paruá
Santa Luzia do Paruá è un comune del Brasile nello Stato del Maranhão, parte della mesoregione dell'Oeste Maranhense e della microregione di Pindaré.